# Болярка (Житомирський район)
Боля́рка — село в Україні, у Березівській сільській територіальній громаді Житомирського району Житомирської області. Кількість населення становить 288 осіб (2001).

## Населення
Відповідно до результатів перепису населення СРСР, кількість населення, станом на 12 січня 1989 року, становила 295 осіб. Станом на 5 грудня 2001 року, відповідно до перепису населення України, кількість мешканців села становила 288 осіб.

### Мова
Розподіл населення за рідною мовою за даними перепису 2001 року:
| Мова       | Кількість | Відсоток |
| ---------- | --------- | -------- |
| українська | 286       | 99.31%   |
| російська  | 2         | 0.69%    |
| Усього     | 288       | 100%     |

## Історія
Утворене 29 червня 1960 року, відповідно до рішення Житомирського облвиконкому № 683 «Про об'єднання деяких населених пунктів в районах області», шляхом об'єднання с. Здань-Болярка з хутором Нова Болярка в с. Болярка Василівської сільської ради Житомирського району. Від 30 грудня 1962 року до 4 січня 1965 року, в складі сільської ради, входило до Коростишівського району Житомирської області.
У 2020 році територію та населені пункти Василівської сільської ради, відповідно до розпорядження Кабінету Міністрів України № 711-р від 12 червня 2020 року «Про визначення адміністративних центрів та затвердження територій територіальних громад Житомирської області», включено до складу Березівської сільської територіальної громади Житомирського району Житомирської області.

## Відомі люди
- Бутинець Франц Францович (нар. 1938) — український науковець, професор, академік, Заслужений діяч науки і техніки України.